# La trottola
La trottola era un programma televisivo italiano di varietà, trasmesso in due edizioni di 8 puntate ciascuna, nel periodo compreso tra luglio e settembre del 1965 e 1966, il sabato sul Programma Nazionale.
Si trattava della versione televisiva di un programma omonimo in onda alla radio fino al 1963. La trasmissione era ideata, scritta e condotta da Corrado con la partecipazione di Sandra Mondaini, affiancati nella prima edizione da Marisa Del Frate e nella seconda da Raffaele Pisu, mentre l'orchestra era diretta da Marcello De Martino. Oltre a musiche, balletti e scenette comiche, il programma prevedeva l'intervento di personaggi famosi in qualità di ospiti, che prendevano parte ad un gioco condotto da Corrado.